# 警視庁 (旧警察法)
警視庁（けいしちょう）は、1948年（昭和23年）から1954年（昭和29年）まで東京23区内の警察を管轄していた自治体警察。

## 概要
1948年（昭和23年）に警視庁 (内務省)が解体・廃止され、自治体警察を設けない地域を管轄区域とする国家地方警察東京都本部と、23区の区域を管轄する自治体警察である警視庁 (旧警察法)が設置された。
東京都知事の下に特別区公安委員会が設置され、東京都議会の同意を得て公安委員を任命した。（「特別区」という名称が付くが、「特別区の連合体」としての東京都が設置･管理する機関であるので、個々の特別区自体に警察の権限はない。また、広域自治体としての立場ではなく、「特別区の連合体」としての地位にある東京都が設置･管理する機関であるため、特別区の存する区域以外の区域については管轄権を有しない。）
なお、東京23区以外の地域は、八王子市警察など各市町村警察及び国家地方警察東京都本部が担当した。
国家地方警察が「警察教養施設管理権」と「通信施設管理権」を握っていたので、東京都においても国家地方警察東京都本部が警視庁 (旧警察法)に対して優位な立場にあった。1951年（昭和26年）の旧警察法の改正以降は、国家地方警察から警視庁 (旧警察法)の警備公安部門に対して裏金の配分も始まる。
1954年（昭和29年）に新警察法が施行され、国家地方警察と自治体警察が廃止されることにともない、新たに東京都全体を管轄する警視庁が設置された。警視庁の幹部は国家地方警察にいた高文組の旧内務官僚によって独占され、非高文組が中核を占めていた自治体警察の幹部は排除された。

## 沿革
- 1948年（昭和23年）
  - 3月7日 旧警察法が施行され、警視庁 (内務省)は、国家地方警察東京都本部、特別区を管轄する警視庁 (旧警察法)、市町村自治体警察に再編される[1]。
  - 5月25日 警視庁防護隊が拡充され、警視庁予備隊に改編される。
- 1949年（昭和24年）5月30日 公安条例反対のデモ隊が東京都庁に押しかけ、警視庁予備隊が出動。
- 1950年（昭和25年）9月16日 警ら部と交通部を新設。監察官を廃止して第一～第七方面本部を設置し、各方面本部に方面予備隊を設置。
- 1952年（昭和27年）8月 旧警察法の一部改正により、内閣総理大臣の権限強化や、警視庁 (旧警察法)の経費の一部が国庫負担となる。
- 1954年（昭和29年）7月1日 新警察法の施行により、国家地方警察と自治体警察が廃止され、警察庁と都道府県警察に再編成される。これにより、国家地方警察東京都本部（15署）と警視庁 (旧警察法)、八王子市警察などの4市警察が廃止され、現在の警視庁に再編成される[2]。新警察法案の審議は国会乱闘事件となり、警視庁 (旧警察法)の警察官が院内出動する事態となった。

## 組織
1954年（昭和29年）時点
- 総監室
  - 企画課、広報課、会計課、装備課、施設課、通信課
- 人事部
  - 人事課、厚生課、教養課、警察学校
- 警邏交通部
  - 交通第一課、交通第二課、警邏課
- 警備第一部
  - 警備課、警衛課
  - 第一予備隊、第二予備隊、第三予備隊、第四予備隊、第五予備隊、第六予備隊、第七予備隊
- 警備第二部
  - 公安第一課、公安第二課、公安第三課、警備公安資料班
- 刑事部
  - 総務課、捜査第一課、捜査第二課、鑑識課、刑事科学研究所
- 防犯部
  - 防犯課、保安課、少年課
- 第一方面本部
- 第二方面本部
- 第三方面本部
- 第四方面本部
- 第五方面本部
- 第六方面本部
- 第七方面本部

## 警察署
1948年（昭和23年）時点
- 麹町警察署
- 丸の内警察署
- 神田警察署
- 日本橋警察署
- 築地警察署
- 京橋警察署
- 月島警察署
- 愛宕警察署
- 三田警察署
- 高輪警察署
- 麻布警察署
- 赤坂警察署
- 四谷警察署
- 神楽坂警察署
- 早稲田警察署
- 淀橋警察署
- 戸塚警察署
- 富坂警察署
- 大塚警察署
- 本富士警察署
- 駒込警察署
- 上野警察署
- 坂本警察署
- 谷中警察署
- 浅草警察署
- 本所警察署
- 向島警察署
- 深川警察署
- 城東警察署
- 品川警察署
- 大井警察署
- 大崎警察署
- 荏原警察署
- 大森警察署
- 東調布警察署
- 蒲田警察署
- 世田谷警察署
- 玉川警察署
- 成城警察署
- 碑文谷警察署
- 渋谷警察署
- 原宿警察署
- 代々木警察署
- 中野警察署
- 野方警察署
- 杉並警察署
- 荻窪警察署
- 巣鴨警察署
- 池袋警察署
- 目白警察署
- 板橋警察署
- 志村警察署
- 練馬警察署
- 滝野川警察署
- 王子警察署
- 赤羽警察署
- 尾久警察署
- 南千住警察署
- 荒川警察署
- 千住警察署
- 西新井警察署
- 亀有警察署
- 本田警察署
- 小松川警察署
- 小岩警察署
- 東京水上警察署

## 歴代警視総監

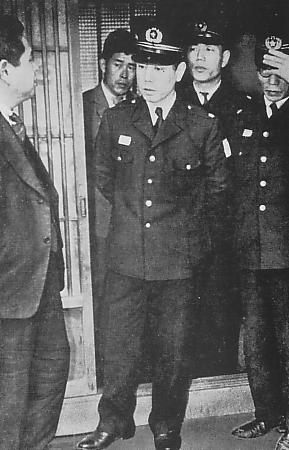
田中栄一警視総監

旧警察法下の警視総監は田中栄一がずっと在任していた。なお、この当時の警視総監は地方警務官ではなく、「東京都の公安職公務員」であり、法律上は「特別区の存する区域における自治体警察の警察長」と規定されていた（ただし、特別区公安委員会が「特別区の存する区域における自治体警察の警察長」を任命するにあたっては、内閣総理大臣に対して意見を聴取する必要があった）。

## 主な事件
- 下山事件
- 関東朝鮮人強盗団事件
- 枝川事件
- 台東会館事件
- 王子朝鮮人学校事件
- 血のメーデー事件